# Jiangqiao, Jiangsu
Jiangqiao (kinesiska: 蒋乔, 蒋乔镇) är en köping i Kina. Den ligger i provinsen Jiangsu, i den östra delen av landet, omkring 56 kilometer öster om provinshuvudstaden Nanjing. Antalet invånare är 22800. Befolkningen består av 10 693 kvinnor och 12 107 män. Barn under 15 år utgör 9,0 %, vuxna 15-64 år 80 %, och äldre över 65 år 9,0 %.
Genomsnittlig årsnederbörd är 1 277 millimeter. Den regnigaste månaden är juli, med i genomsnitt 262 mm nederbörd, och den torraste är december, med 31 mm nederbörd.